# John Y. Brown Jr.
John Young Brown Jr. (Lexington, 28 dicembre 1933 – Lexington, 22 novembre 2022) è stato un politico, imprenditore e dirigente sportivo statunitense.

## Biografia
Imprenditore affermatosi nel ramo della ristorazione avendo aperto una catena di locali col cantante Kenny Rogers, durante gli anni '70 fu proprietario, in tempi diversi, di tre squadre di basket professionistiche: i Kentucky Colonels dell'American Basketball Association, i Boston Celtics e i Buffalo Braves della National Basketball Association.
Divenne poi attivo politicamente, quale iscritto al Partito Democratico, e fu governatore del Kentucky dal 1979 al 1983.
Si sposò tre volte ed ebbe cinque figli.
John Y. Brown Jr. è morto il 22 novembre 2022, per complicazioni da COVID-19.